# Adolf von Koenen
Adolf von Koenen (Potsdam, 21 marzo 1837 – 5 maggio 1915) è stato un geologo tedesco.
Ricevette la sua educazione a Berlino e, dopo viaggi di studio in Belgio, Inghilterra e Francia, ottenne la sua abilitazione presso l'Università di Marburgo nel 1867. Nel 1878 divenne professore a pieno titolo a Marburgo, per poi trasferirsi all'Università di Göttingen nel 1881 come un professore di geologia. A Göttingen uno dei suoi studenti più noti era il mineralista Friedrich Rinne.
Il suo nome è associato alla koenenite, un minerale che scoprì, e Ctenosauriscus koeneni, un rettile del Triassico inferiore.

## Opere principali
- Ueber eine Paleocäne Fauna von Kopenhagen, 1885.
- Das norddeutsche Unter-Oligocän und seine mollusken Fauna, 1889.
- Die Ammonitiden des norddeutschen Neocom (Valanginien, Hautierivien, Barrêmien und Aptien), 1902.
- Ueber die untere kreide Helgolands und ihre ammonitiden, 1904.
- Die Polyptychites-Arten des Unteren Valanginien, 1909
- De Platylenticeras-Arten des Untersten Valanginien Nordwest-Deutschlands, 1915.[3]